# Barbara McFarlane
Barbara McFarlane (także Barbara McPake, ur. 17 czerwca 1986), praworęczna szkocka curlerka, zawodniczka Keir Curling Club, mieszka w Dunblane.
W 2007 reprezentowała Szkocję na Mistrzostwach Świata Juniorów, jako druga w drużynie Sary Reid. Po Round Robin zajmowała 4. pozycję. W półfinale drużyna Szkocji pokonała Amerykanki 6:5 i następnie w finale Kanadyjki 7:6.
Dziesięć lat później będąc otwierającą w ekipie Granta Hardiego wystąpiła na MŚ Mikstów 2017. Szkoci zdobyli złote medale, w finale zwyciężając 8:5 nad Kanadą (Trevor Bonot).

## Drużyna
|           | Czwarta    | Trzecia       | Druga             | Otwierająca       |
| --------- | ---------- | ------------- | ----------------- | ----------------- |
| 2012/2014 | Kerry Barr | Rachael Simms | Rhiann Macleod    | Barbara McFarlane |
| 2011/2012 | Sarah Reid | Rachael Simms | Lorna Vevers      | Barbara McFarlane |
| 2010/2011 | Sarah Reid | Kerry Barr    | Kay Adams         | Barbara McFarlane |
| 2008/2010 | Sarah Reid | Kerry Barr    | Barbara McFarlane | Laura Kirkpatrick |
| 2006/2007 | Sarah Reid | Eve Muirhead  | Barbara McFarlane | Sarah MacIntyre   |

### Drużyny mikstowe
|           | Czwarti      | Trzecia        | Druga        | Otwierający       |
| --------- | ------------ | -------------- | ------------ | ----------------- |
| 2016/2018 | Grant Hardie | Rhiann Macleod | Billy Morton | Barbara McFarlane |